# Club Athletico Paranaense
Club Athletico Paranaense (prije: Clube Atlético Paranaense) brazilski je nogometni klub iz Curitibe u Parani. Osnovan je 26. ožujka 1924. godine. Nadimak kluba je Furacão, portugalski za uragan. Klub igra u prvoj brazilskoj ligi.

## Vanjske poveznice
- (port.) (engl.) (njem.) Službena web-stranica  Arhivirana inačica izvorne stranice od 25. lipnja 2014. (Wayback Machine)
- (port.) Neslužbene stranice
- (port.) Torcida organizada Os Fanáticos  Arhivirana inačica izvorne stranice od 25. listopada 2012. (Wayback Machine)